# Хріниця широколиста
Хріниця широколиста, хрінниця широколиста (Lepidium latifolium) — вид рослин з родини капустяних (Brassicaceae); населяє більшу частину Європи, Північну Африку, помірну Азію, Індію та Пакистан.

## Опис

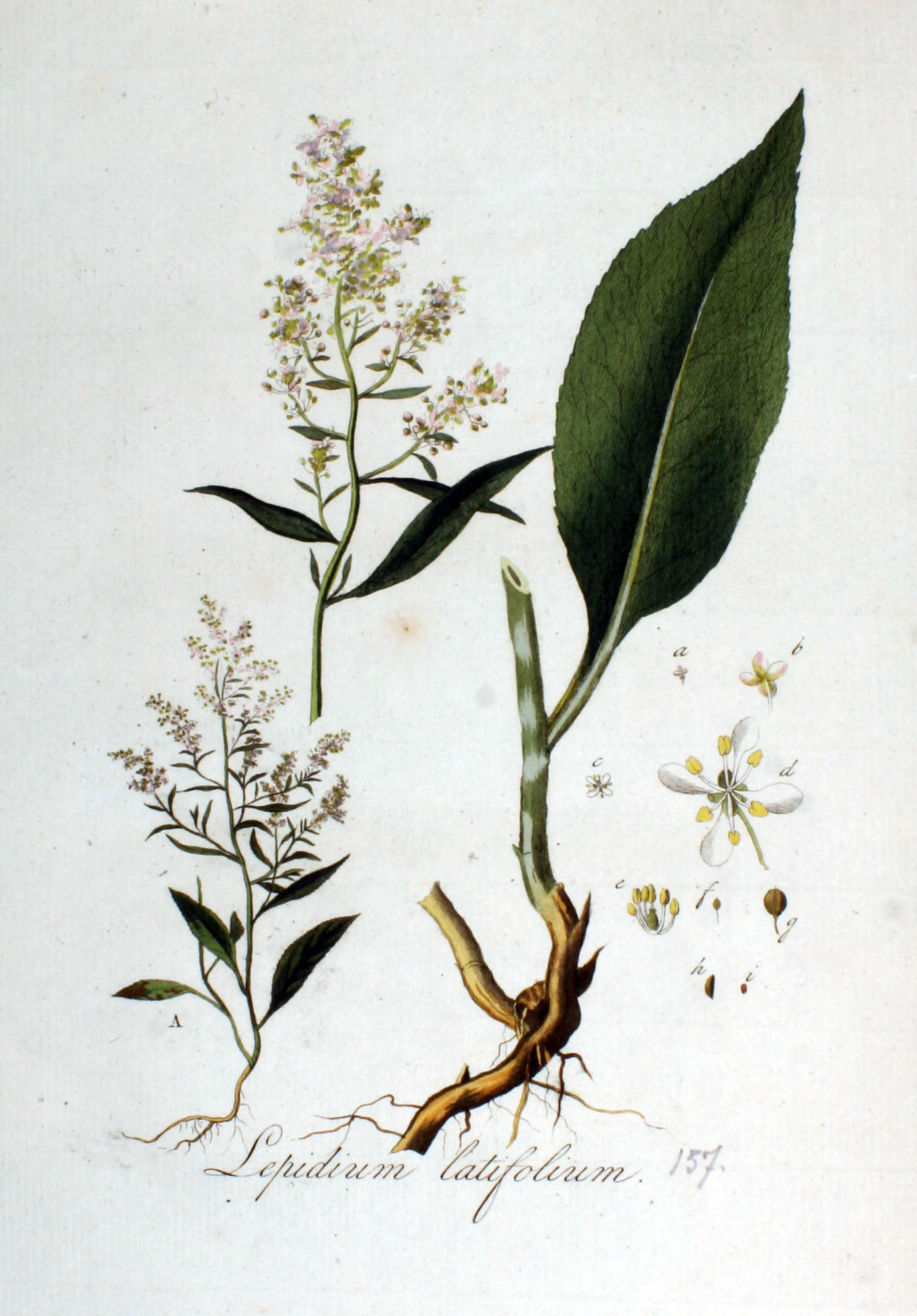
ілюстрація

Багаторічна рослина 40–120 см. Листки цілісні, стеблові — б.-м. великі; нижні — яйцевидно-ланцетні або еліптичні, пильчато-зубчасті, звужені в черешок; верхні — майже сидячі, ланцетні. Китиці укорочені й зібрані в густу або пірамідальну волоть. Пелюстки білі, 2–3 мм завдовжки. Стручечки пухнасті, округло-еліптичні або округлі, 1.5–2 мм довжиною.

## Поширення
Населяє більшу частину Європи, Північну Африку, помірну Азію, Індію та Пакистан; натуралізований у Канаді, США, північній Мексиці, Аргентині.
В Україні вид зростає на засолених луках, солончаках, на берегах річок, на посушливих і засолених місцях — у Лісостепу, Степу та Криму, зазвичай; на Поліссі (Київ, Чернігівська обл., м. Ніжин, Бахмацький р-н, с. Матіївка; Сумська обл., Кролевецький р-н, с. Тулиголове) і в Закарпатті (Ужгород), рідко.

## Використання
Дикий родич і потенційний донор генів для L. sativum.